# Ahmad ibn Tulun

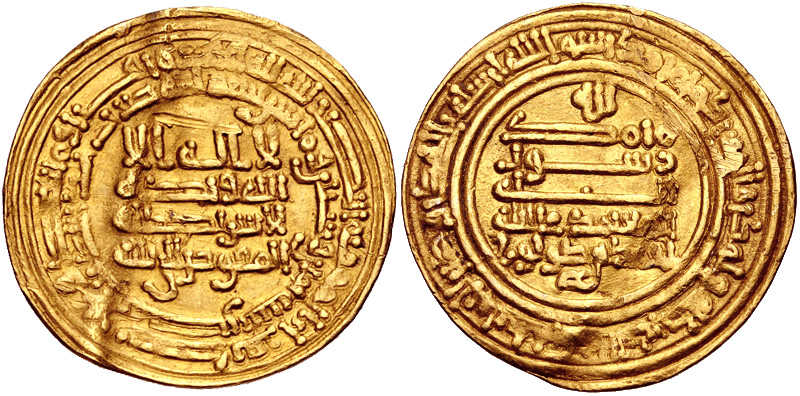
Dinar de Áhmad ibn Tulun

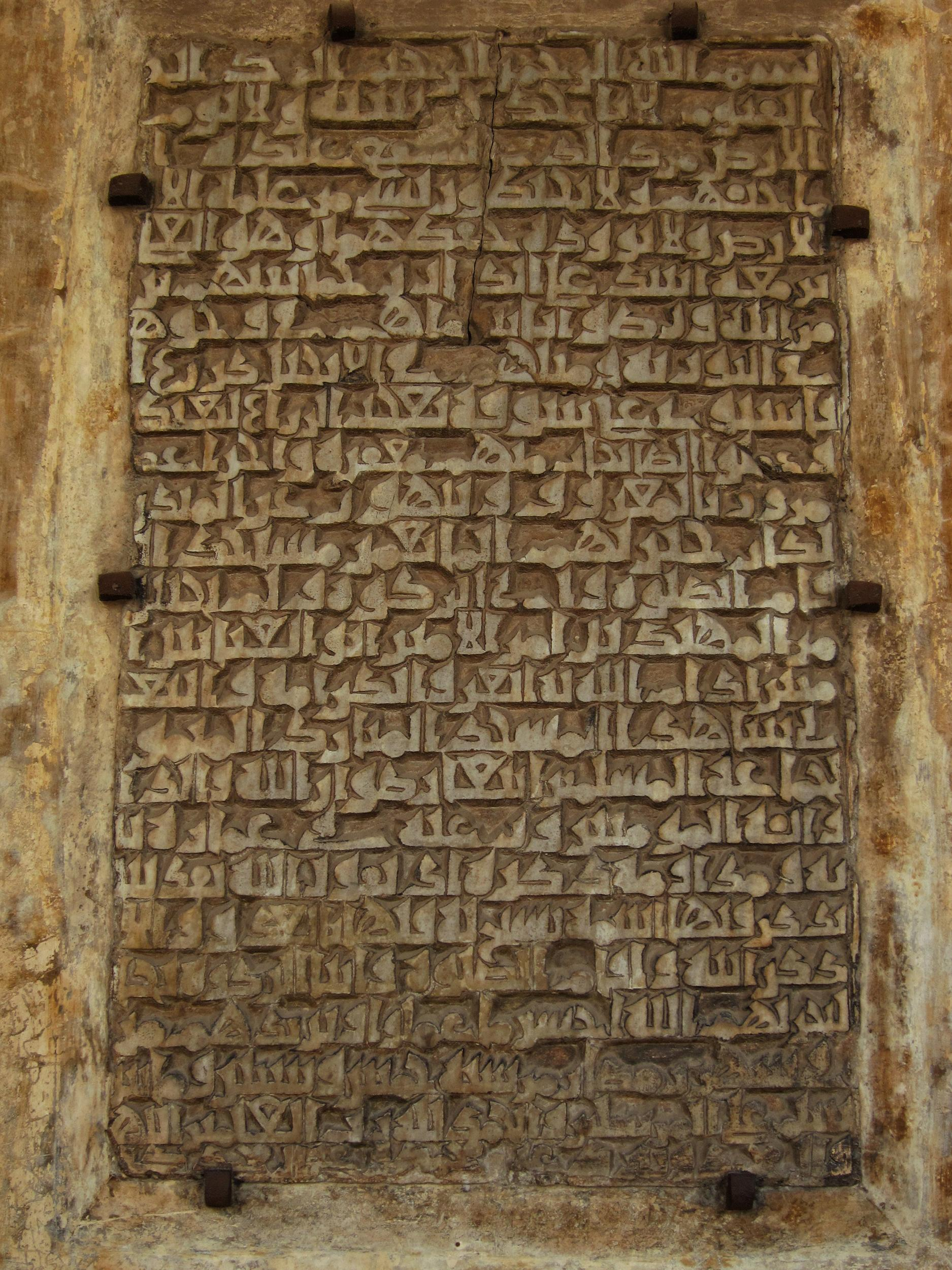
Inscripción en la mezquita de Ibn Tulun.

Áhmad ibn Tulun (en árabe أحمد بن طولون, Aḥmad ibn Ṭūlūn) (835 – marzo de 884 en Antioquía) fue el fundador de la dinastía de los Tuluníes en Egipto, una dinastía musulmana y de raíces turcas. Áhmad ibn Tulun rigió en Egipto entre 868 y 884.
Áhmad ibn Tulun –o mejor ibn Dolun (nombre turco que significa luna llena)– participó como esclavo militar turco (mameluco) en la guerra civil de los califas Al-Mu'tazz y Al-Musta'ín, acompañando a estos últimos en el destierro en 866. Tras el asesinato de Al-Mutásim, Áhmad fue enviado a Egipto como regidor provisional de parte de un hombre fuerte turco de Samarra.
Pronto consolidó su mando en Egipto de tal forma que a partir de 868 dejó de pagar los impuestos correspondientes a los califas. Esto le permitiría ampliar las instalaciones de riego y la creación de una flota con el fin de potenciar la economía. Además, durante su dominio se emprendieron numerosas construcciones, como por ejemplo la mezquita de Ibn Tulun, que se construyó entre 876 y 879, y situada en el nuevo Qatai al norte de Fustat (hoy El Cairo), así como la ampliación del puerto de Akko. Áhmad ibn Tulun también intentó reducir la gran ventaja de los cristianos coptos en la administración en favor de los musulmanes. En este aspecto no pudo haber conseguido sus objetivos, dado que los coptos dominaron la administración hasta el siglo XI.
Ahmad fue un gran seguidor del arte culinario, tanto que muchos platos egipcios y mezclas de especias fueron creadas supuestamente por él mismo.
La floreciente economía permitió a Áhmad ibn Tulun también la creación de un importante ejército con el que conquistaría en 875 Yebel Ajdar (Cirenaica). En 878 llegó a conquistar Siria y Cilicia. Sin embargo, cuando intentó penetrar en Mesopotamia, el regidor abasí Al-Muwaffaq escenificó una revuelta de su hijo Abbás. En los años siguientes no sólo no consiguió la sumisión de La Meca, sino que perdió el dominio sobre Cilicia.
Áhmad ibn Tulun falleció en marzo de 884. Su significancia se debe principalmente a que bajo su dominio, y por primera vez desde la dinastía Ptolemaica, Egipto fue un reino independiente. Su sucesor fue su hijo Chumarawaih (884-896).